# Masao Kimura
Masao Kimura (木村 政雄?; Nakagawa, 30 giugno 1941 – Nakagawa, 24 maggio 2010) è stato un wrestler giapponese.

## Carriera
Noto con il nome d'arte di rusher Kimura (in italiano Kimura l'impetuoso) è stato un pioniere del genere di wrestling hardcore.
Ha debuttato nella Japanese Wrestling Association nel 1965.
Abbandonò la sua federazione originaria per la neonata International Wrestling Enterprise nel 1967: questa, nata proprio in quell'anno, fu la prima federazione giapponese a creare un proprio titolo mondiale.
Alla IWE nel 1970 "importò", per primo in Giappone, la stipulazione degli "incontri della morte nella gabbia" ("Cage Deathmatch"): legò talmente tanto la sua reputazione a questa tipologia di incontro, da guadagnarsi il soprannome di "mostro della gabbia d'acciaio" (in giapponese Kanaami no Oni).
Kimura si distinse come heel vincendo per 5 volte il titolo mondiale della federazione, divenuta negli anni settanta la terza per importanza dopo la New Japan Pro-Wrestling e la All Japan Pro Wrestling.
Dominò la scena titolata della IWE tra il 1976 ed il 1981, data della chiusura della federazione: infatti fu autore in stesso lasso di tempo di un quasi ininterrotto regno da campione assoluto.
Alla chiusura della IWE deteneva ancora il titolo da campione: in queste circostanze fu chiamato da Antonio Inoki nella sua NJPW, dove si rese protagonista di un'accesa faida con lui.
Nel 1984 abbandonò la NJPW per la Universal Wrestling Federation, la prima federazione shooto della storia: per shooto si intende uno stile ibrido tra il wrestling e le arti marziali.
Fallita la UWF nel 1985, decise di non aderire alle sue successive reincarnazioni: passò alla AJPW e, dal 2000, alla NOAH, partecipando all'esodo di atleti verso la nuova federazione che caratterizzò la dipartita dalla AJPW di Mitsuharu Misawa.
Si ritirò nel 2004.
Morì nel 2010 per un'insufficienza renale dovuta ad una polmonite.